# Bolotjärnarna (Tärna socken, Lappland, 727398-145981)
Bolotjärnarna är en sjö i Storumans kommun i Lappland och ingår i Umeälvens huvudavrinningsområde.